# Nokia 6101
Il Nokia 6101 è un telefono cellulare prodotto dall'azienda finlandese Nokia e messo in commercio nel 2005.

## Caratteristiche
- Dimensioni: 85 x 45 x 24 mm
- Massa: 97 g
- Risoluzione display interno: 128 x 160 pixel a 65 536 colori
- Risoluzione display esterno: 96 × 65 pixel da 4 096 colori
- Durata batteria in conversazione: 4 ore
- Durata batteria in standby: 350 ore (14 giorni)
- Fotocamera: VGA
- Memoria: 3.7 MB
- Infrarossi e USB

## Kit d'acquisto
- Batteria
- Caricabatteria da viaggio
- Manuale di istruzioni multilingua
- Auricolare stereo Nokia
- Adattatore per caricabatterie Nokia CA-44